# Bulevardul Ștefan cel Mare și Sfânt din Chișinău
Bulevardul Ștefan cel Mare se află în sectorul Centru al orașului Chișinău, cu trecere în Buiucani. Este cuprins între Piața Libertății și Piața Dimitrie Cantemir, are o lungime de 3,8 km și este cea mai importantă magistrală urbană, axa principală a Chișinăului, de-a lungul căreia au fost amplasate de-a lungul timpului cele mai importante obiective ale vieții sociale și politice, economice și culturale orășenești, necesare în exercitarea funcției sale de oraș de reședință al regiunii, apoi de capitală de gubernie și republică.

## Istoric

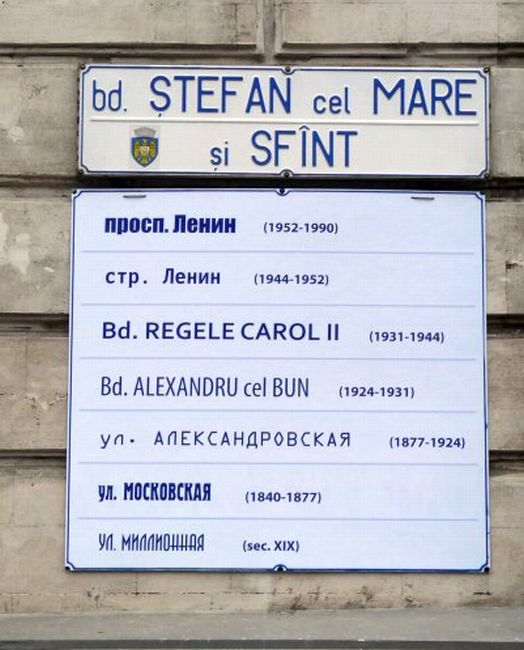
Placă cu istoricul denumirilor bulevardului Ștefan cel Mare și Sfânt din Chișinău. Întrucât placa a fost instalată ilegal, la scurt timp ea a fost demontată de către autoritățile locale.

La începutul sec. XIX în același loc se afla strada Millionnaia, din anii 1840 și până în 1877 se numea str. Moskovskaia, apoi str. Aleksandrovskaia (1877–1924), bd. Alexandru cel Bun (1924–1944). În 1931 bulevardul a fost împărțit în două: de la Piața Libertății (capătul sudic al străzii) și până la strada Armenească a păstrat denumirea „Alexandru cel Bun”, iar de la str. Armenească până la capăt, unde se afla Spitalul Militar, s-a numit bd. Regele Carol II. Între 1944–1952 strada era numită în cinstea lui Vladimir Ilici Lenin, după care a fost re-declarat bulevard și și-a păstrat denumirea până în 1990.
Se presupune că la origine s-a aflat drumul pe care se circula spre oraș dinspre tabăra militară rusă dislocată în 1789 la vestul Chișinăului de atunci, iar rețeaua rectangulară a amplasării regimentelor a servit ulterior drept canava în desemnarea viitoarelor cartiere ale orașului nou, care în curând s-a extins peste acele locuri. Cu mult înainte de confirmarea în 1834 de către împăratul rus Alexandru al II-lea a proiectului de sistematizare urbană, pe această stradă și-au făcut apariția Seminarul Teologic (1813), Mitropolia cu biserica „Acoperământul Maicii Domnului”, Curtea armenească (anii 1820), palate și conace urbane (ale viceguvernatorului Matei Krupensky, serdarului Iordache Vartolomeu), Grădina Publică (azi Grădina Publică „Ștefan cel Mare”), o piață alimentară nouă, Spitalul orășenesc și cel Militar; a fost începută construcția Catedralei Nașterii Domnului. Pe această stradă și-au construit palate și case de locuit pentru elita societății basarabene de atunci: Iorgu Balș, Victor Sinadino, D. Krupensky, Hartingh, Ralli, Dimitrie Russo, Gafencu, V. Hertza, Theodosiu etc. S-au construit: Catedrala Nașterea Domnului cu Porțile Sfinte, biserica Luterană, Clubul Nobilimii, Gimnaziul pentru Băieți nr. 2 cu biserica Sf. Împărați Constantin și Elena, Camera Fiscală, biserica Sf. Nicolae — capela Spitalului Orășenesc, Spitalul de Boli Contagioase, fondat de medicul Toma Ciorbă, Banca Orășenească, Duma Orășenească, Casa Eparhială, hoteluri și multe case de locuit.

## Edificii

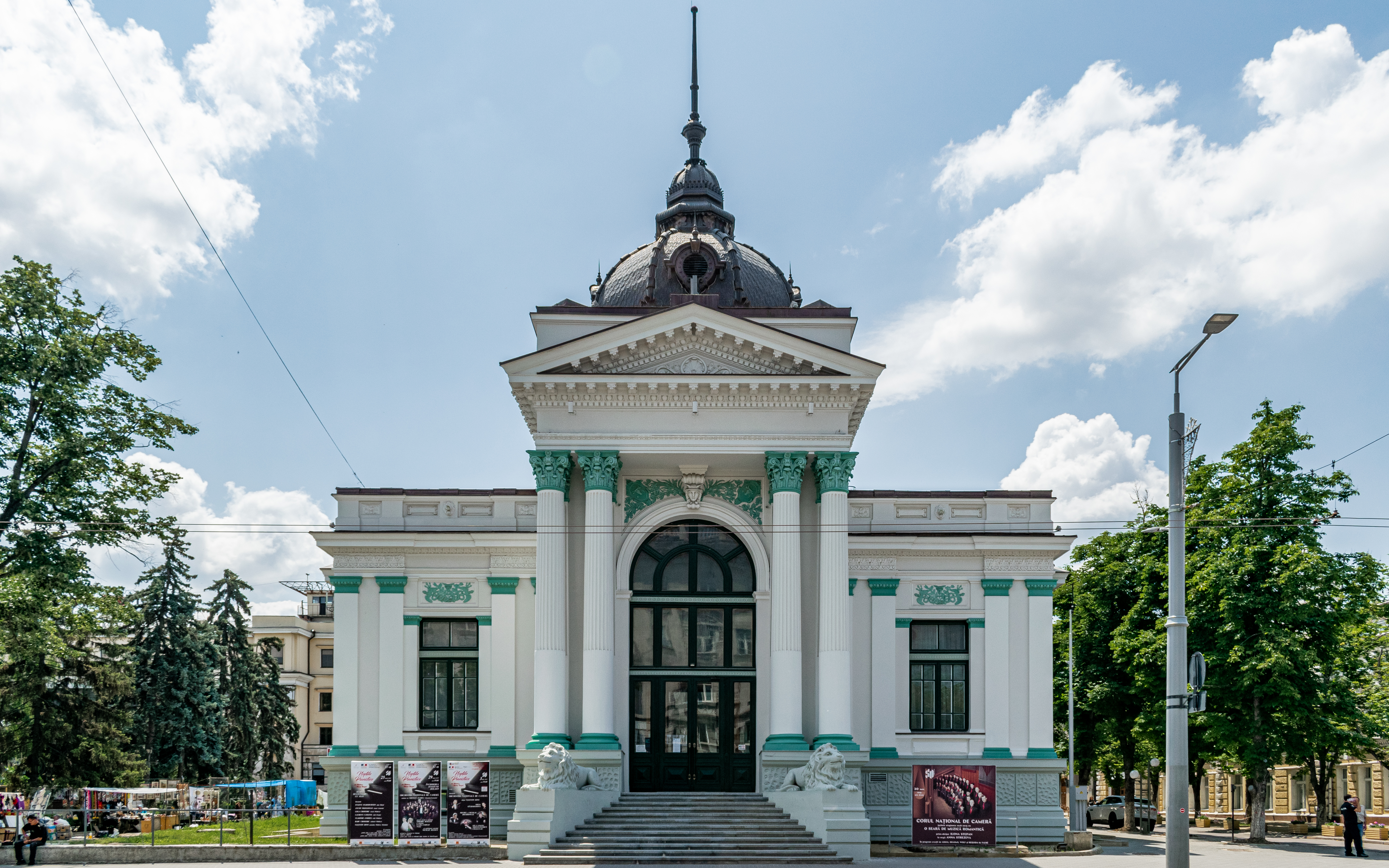
Sala cu Orgă

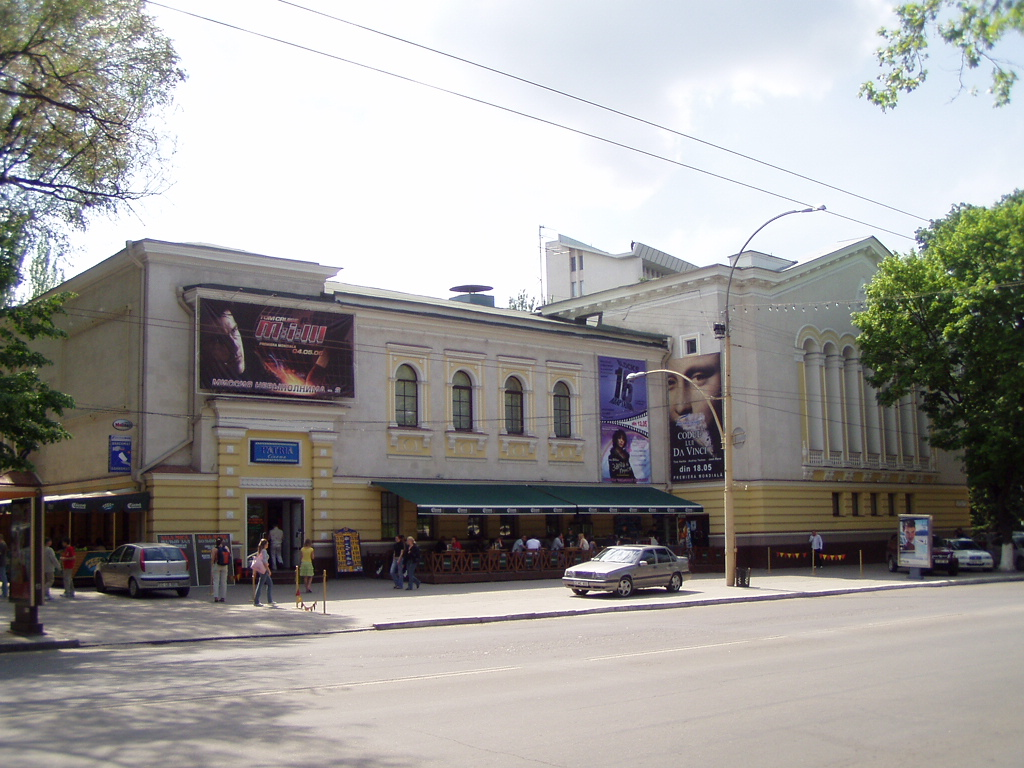
Cinametograful Patria

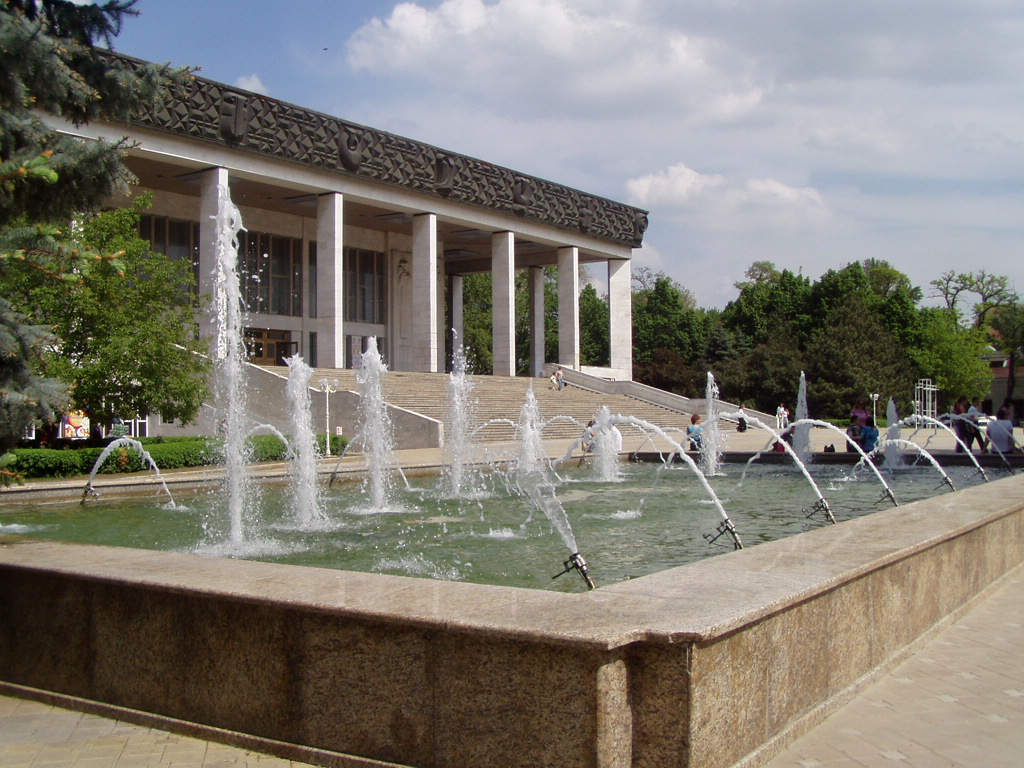
Teatrul de Operă și Balet

La începutul sec. XX construcția străzii era încheiată. În anii interbelici a fost începută construcția Palatului Culturii și a Clubului ofițerilor (Casa Armatei), ambele în Piața Polițienească. În iunie 1941 cele mai valoroase clădiri au fost bombardate de Armata Sovietică, rămânând întregi foarte puține, porțiunea centrală a străzii fiind ulterior reconstruită totalmente. Edificiile din această zonă care și-au păstrat aspectul vechi își datorează existența reconstrucției lor de după război cu redarea formelor arhitecturale vechi:
- Primăria Municipiului Chișinău (nr.83), reconstruită între anii 1945–1948 (arh. R. Kurț), repetându-se formele Dumei orășenești;
- Sala cu Orgă (nr. 81), până în 1978 Banca Orășenească.

Pe același loc au fost reconstruite o seamă de clădiri, ale căror arhitectură și destinație funcțională au fost modificate:
- Cinematograful Patria (nr. 103), fostul club al Nobilimii, a fost recontruit în 1951 după proiectul arh. V. Voițehovski;
- Biblioteca Municipală „B. P. Hasdeu”, farmacie (nr. 148), în trecut casa de locuit cu magazine, cunoscută ca hotel „Suisse”, a fost reconstruită în 1946–1948 de arh. E.R. Spirer;

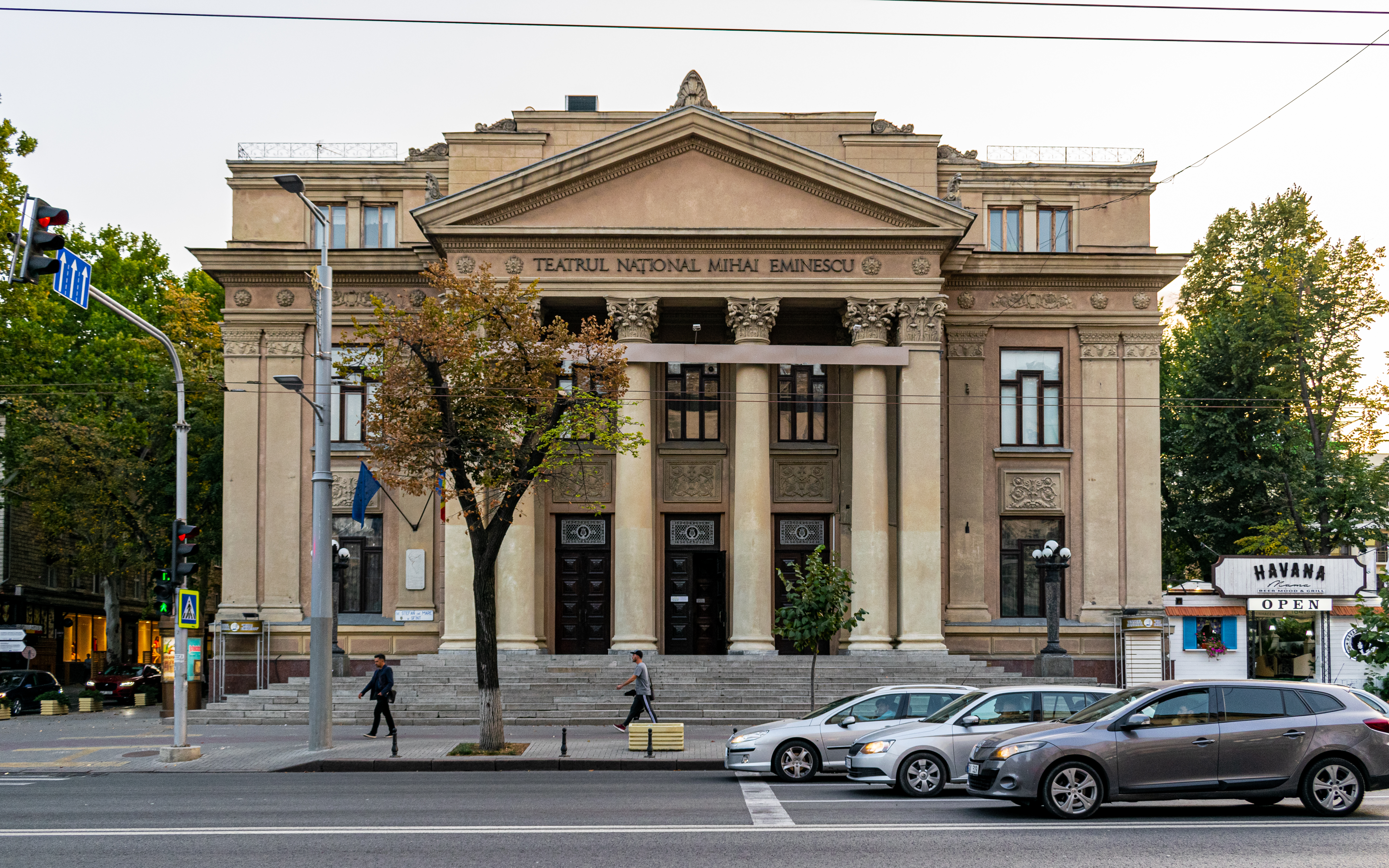
Teatrul Național "Mihai Eminescu"

- Teatrul Național "Mihai Eminescu"Teatrul Național „Mihai Eminescu” (nr. 79), început ca Palatul Culturii, a fost restructurat în 1946–1953 și adaptat noii funcții de către arhitecții A. Alexandrov și V. Smirnov;
- Hotelul Moldova, fostul Club al ofițerilor, este reconstruit în 1949 sub conducerea arh. I. Șmurun;
- Camera Fiscală (nr. 169) a fost reconstruită pentru blocul central al Universității Tehnice din Moldova de arh. E. Spirer între anii 1946–1948.

În locul caselor de locuit cu caracter comun și al unor obiective de menire socială au fost construite edificii de mare importanță pentru viața politică și urbană:
- Casa Guvernului, finisată în 1964, arh. S. Fridlin, construită pe locul fostei Mitropolii și case Eparhiale;
- Clădirea Ministerului Securității Naționale a RM (nr. 166) a fost înălțată pe locul fostului Gimnaziu de Băieți nr. 2 (odată liceul militar Mihai Viteazul);
- Ministerul Alimentației Publice (sediul vechi, nr. 73), a fost construit în 1952, arh. V. Voițehovski și F. Borisov, pe locul Curții Armenești.

În locul unor clădiri vechi au fost construite sediul AȘM (1954, arh. V. Mednek) și hotelul „Chișinău” (1959, arh. R. Kurț), iar în centrul orașului Oficiul Poștal nr. 12 (1956, arh. V. Mednek), magazinul universal „Gemeni”. Piața Centrală a fost izolată de bulevard prin clădirile cu patru etaje, construite cu decor în spirit național (nr.64, 1959, arh. V. Voițehovski). Au rezistat, fără intervenții distructive, câteva clădiri, dintre care pot fi enumerate:
- vilele urbane ale lui M. Kligman și V. Hertza (nr. 113 și 115, azi sediul Muzeului Național de Artă);
- complexul Spitalului de Boli Contagioase „Toma Ciorbă” (nr. 163);
- Catedrala Schimbarea la Față a Mântuitorului (nr. 164, fosta capelă Sf. Împărați Constantin și Elena);
- Biserica „Sf. Nicolae” (nr. 190, fosta capelă a Spitalului orășenesc);
- Spitalul Militar (nr. 165) etc.

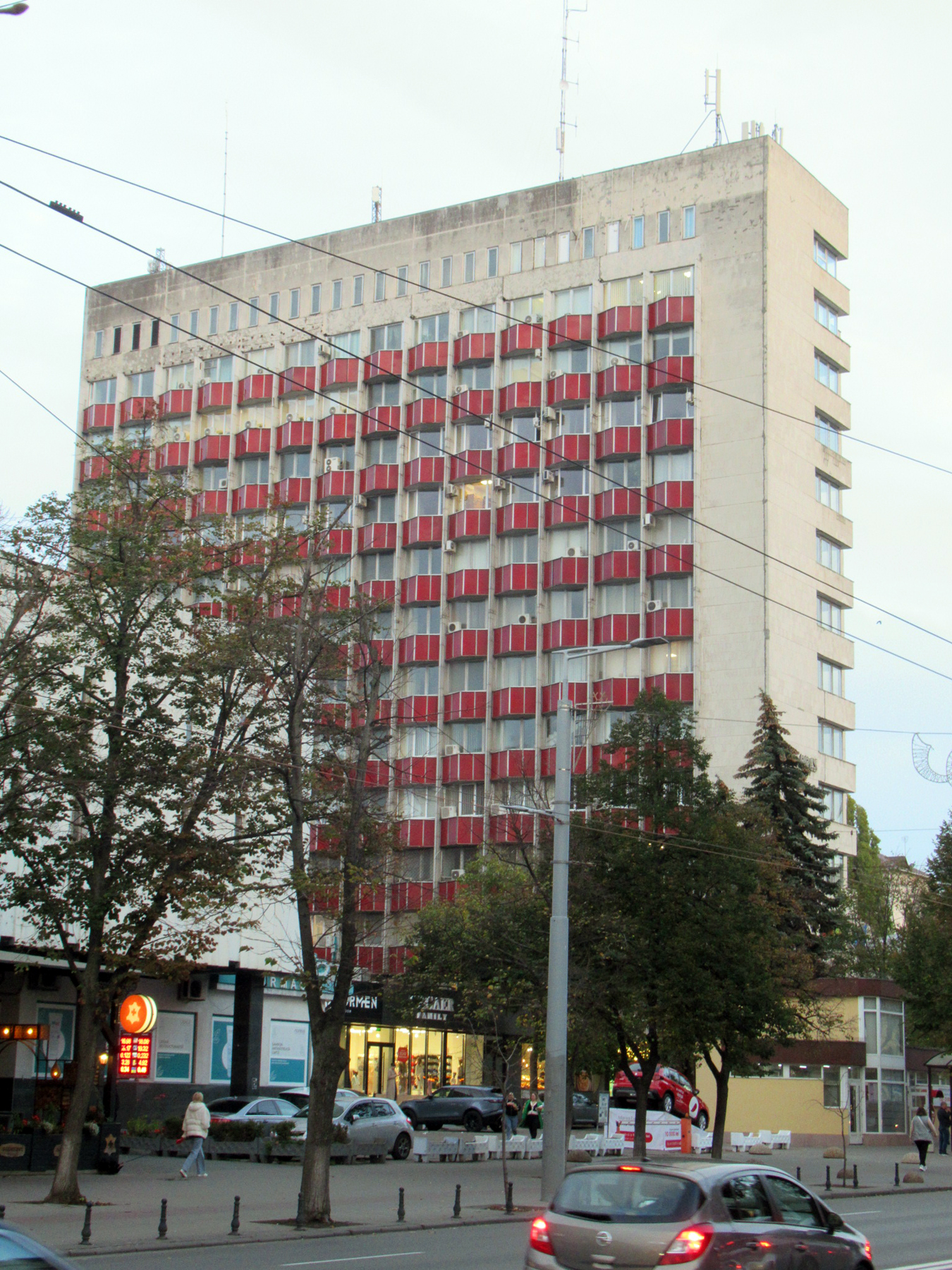
nr. 180 – fost Casa Editurilor, 1980, arhitecţi V. Zaharov, L. Gofman

În anii 1970–1980, la tezaurul arhitectural al bulevardului au fost adăugate mai multe clădiri moderne, majoritatea cu dominarea înălțimii. Dintre acestea fac parte:
- Sediul Parlamentului Republicii Moldova (nr. 105, 1976, arh. Cerdanțev și G. Bosenko);
- Hotelul Național (nr. 2, 1978, arh. A. Gorbunțov, N. Șalaghinov);
- Teatrul Național de Operă și Balet „Maria Bieșu” (nr. 152, 1980, arh. N. Kurenoi și A. Gorșcov);
- Președinția Republicii Moldova (1984, arh. I. Tumanian);
- Casa Editurilor (1980, arh. B. Zaharov);
- Clădirea Ministerului Telecomunicațiilor (nr. 134, arh. A. Kireev);
- Palatul de Creație a Copiilor ș.a.

## Amplasare
Trotuarele bulevardului Ștefan cel Mare sunt plantate cu arbori, iar spre spațiul străzii se deschid două grădini — una purtând același nume, Ștefan cel Mare, și alta unde se află Catedrala. Spațiul bulevardului este lărgit în câteva locuri de piețe publice, dintre care cea mai mare este Piața Marii Adunări Naționale. Spre bulevard este orientată cu axa longitudinală Aleea Clasicilor din Grădina Publică „Ștefan cel Mare” (1958, arh. F. Naumov), monumentul lui Ștefan cel Mare și Sfânt (1928, sculptor Alexandru Plămădeală, arh. E. Bernardazzi), monumentul lui Mihai Eminescu (1996, sculptor T. Cataraga, arh. M. Rusu), amplasat în scuarul de lângă Teatrul Național „Mihai Eminescu”, și cel al mitropolitului Petru Movilă (1996, sculptori G. și B. Dubrovin, arh. I. Halupneac), amplasat în fața Casei Editurilor.

## Importanță
Bulevardul este cea mai importantă stradă din țară din punct de vedere simbolic. Aici s-au petrecut principalele evenimente sociale și politice care au avut loc în Republica Moldova. Poartă numele domnitorului Moldovei Ștefan cel Mare (1457–1504).